# آرگاندا دل ری
آرگاندا دل ری (به اسپانیایی: Arganda del Rey) یک دهستان در اسپانیا است که در Comarca de Alcalá واقع شده‌است. آرگاندا دل ری ۷۹٫۶۵ کیلومتر مربع مساحت و ۵۰٬۳۰۹ نفر جمعیت دارد و ۶۱۸ متر بالاتر از سطح دریا واقع شده‌است.

## خواهرخوانده
شهر نوآزی لو سک خواهرخواندهٔ آرگاندا دل ری هست.